# Campodorus aglaia
Campodorus aglaia är en stekelart som först beskrevs av Teunissen 1953.  Campodorus aglaia ingår i släktet Campodorus och familjen brokparasitsteklar. Inga underarter finns listade.